# Nodrama
NoDrama (i början kända som Voodoo) är ett spanskt alternativ metal-band grundat 2002 i Leioa, Bilbao, av gitarristen Iñigo Zorrilla och trummisen Nikola Goñi. Bandet har turnerat i Tyskland och Italien tillsammans med banden Vicious Rumors och The Order of Chaos år 2013.

## Medlemmar
Nuvarande medlemmar
- Nikola Goñi – trummor (2002– )
- Koldo Gorozika – gitarr (2005– )
- Iker Llona – gitarr, basgitarr
- Joseba – gitarr
- Endika – sång

Tidigare medlemmar
- Iñigo Zorrilla  – gitarr (2002–2005)
- Xabier Altzugarai – basgitarr (2002–2013)
- Aimar Antxia – sång
- Dann Hoyos – gitarr (2013)

## Diskografi
Demo
- …Before Mind (självproducerad) (2006)

Studioalbum
- I Mind (Fragment Records) (2008)
- The Patient (Coroner Records) (2012)

Video
- The Bite
- Power Of Lavishness (Live Video)
- Untouchable Treasure
- Undefined